# Liste der Kraftwerke in Québec
Die folgende Liste nennt Anlagen zur Produktion von Elektrizität in der kanadischen Provinz Québec.
Québec produziert rund 97 % seines Stroms durch Wasserkraft (2013). Neben einigen kleineren Kraftwerkbetreibern gibt es den im Jahr 1944 gegründeten Staatsbetrieb Hydro-Québec, der seit den frühen 1960er Jahren eine marktbeherrschende Stellung einnimmt. Das Unternehmen betreibt 61 Wasserkraftwerke (bis 2012 auch das einzige Kernkraftwerk der Provinz).

## Wasserkraftwerke

### Anlagen im Besitz von Hydro-Québec
| Anlage                | Typ        | Leistung (in MW) | Turbinen | Fallhöhe (in m) | Inbetrieb- nahme | Stausee                             | Flusssystem       | Region                  | Koordinaten                  |
| --------------------- | ---------- | ---------------- | -------- | --------------- | ---------------- | ----------------------------------- | ----------------- | ----------------------- | ---------------------------- |
| Beauharnois           | Laufwasser | 1903             | 38       | 24,39           | 1932–1961        | –                                   | Sankt Lorenz      | Montérégie              | 45° 18′ 50″ N, 73° 54′ 30″ W |
| Beaumont              | Laufwasser | 270              | 6        | 37,8            | 1958             | –                                   | Saint-Maurice     | Mauricie                | 47° 33′ 22″ N, 72° 50′ 11″ W |
| Bersimis-1            | Speicher   | 1178             | 8        | 266,7           | 1956             | Réservoir Pipmuacan                 | Betsiamites       | Côte-Nord               | 49° 18′ 32″ N, 69° 33′ 46″ W |
| Bersimis-2            | Laufwasser | 869              | 5        | 115,83          | 1959             | Réservoir Bersimis-2                | Betsiamites       | Côte-Nord               | 49° 10′ 3″ N, 69° 14′ 27″ W  |
| Brisay                | Speicher   | 469              | 2        | 37,5            | 1993             | Caniapiscau-Stausee                 | Caniapiscau       | Nord-du-Québec          | 54° 27′ 16″ N, 70° 31′ 9″ W  |
| Bryson                | Laufwasser | 56               | 3        | 18,29           | 1925             | –                                   | Ottawa            | Outaouais               | 45° 39′ 42″ N, 76° 37′ 52″ W |
| Carillon              | Laufwasser | 753              | 14       | 17,99           | 1962             | –                                   | Ottawa            | Laurentides             | 45° 34′ 7″ N, 74° 23′ 0″ W   |
| Chelsea               | Laufwasser | 152              | 5        | 28,35           | 1927             | –                                   | Gatineau          | Outaouais               | 45° 30′ 45″ N, 75° 46′ 39″ W |
| Chute-Allard          | Laufwasser | 62               | 6        | 17,83           | 2008             | –                                   | Saint-Maurice     | Mauricie                | 47° 53′ 34″ N, 73° 43′ 5″ W  |
| Chute-Bell            | Laufwasser | 10               | 2        | 17,8            | 1915–1999        | –                                   | Rouge             | Laurentides             | 45° 46′ 26″ N, 74° 41′ 9″ W  |
| Chute-des-Chats       | Laufwasser | 92               | 4        | 16,16           | 1931             | –                                   | Ottawa            | Outaouais               | 45° 28′ 30″ N, 76° 14′ 18″ W |
| Chute-Hemmings        | Laufwasser | 29               | 6        | 14,64           | 1925             | –                                   | Saint-François    | Centre-du-Québec        | 45° 51′ 48″ N, 72° 27′ 1″ W  |
| Drummondville         | Laufwasser | 16               | 4        | 9,1             | 1910             | –                                   | Saint-François    | Centre-du-Québec        | 45° 53′ 13″ N, 72° 29′ 2″ W  |
| Eastmain-1            | Speicher   | 507              | 3        | 63              | 2006             | Réservoir de l’Eastmain 1           | Eastmain          | Nord-du-Québec          | 52° 10′ 55″ N, 76° 3′ 3″ W   |
| Eastmain-1A           | Speicher   | 768              | 3        | 63              | 2011             | Réservoir de l’Eastmain 1           | Eastmain          | Nord-du-Québec          | 52° 10′ 49″ N, 76° 2′ 34″ W  |
| Grand-Mère            | Laufwasser | 99               | 6        | 25,61           | 1915–1930        | –                                   | Saint-Maurice     | Mauricie                | 46° 36′ 53″ N, 72° 40′ 40″ W |
| Hart-Jaune            | Speicher   | 51               | 3        | 39,6            | 1960             | Réservoir Petit-Lac-Manicouagan     | Hart Jaune        | Côte-Nord               | 51° 47′ 6″ N, 67° 54′ 45″ W  |
| Hull-2                | Laufwasser | 27               | 4        | 11,58           | 1920–1969        | –                                   | Ottawa            | Outaouais               | 45° 25′ 18″ N, 75° 43′ 12″ W |
| Jean-Lesage (Manic 2) | Speicher   | 1145             | 8        | 70,11           | 1965–1967        | Réservoir Manic 2                   | Manicouagan       | Côte-Nord               | 49° 19′ 18″ N, 68° 20′ 48″ W |
| La Gabelle            | Laufwasser | 131              | 5        | 17,38           | 1924             | –                                   | Saint-Maurice     | Mauricie                | 46° 26′ 56″ N, 72° 44′ 25″ W |
| La Grande-1           | Laufwasser | 1436             | 12       | 27,5            | 1994–1995        | –                                   | La Grande         | Nord-du-Québec          | 53° 44′ 6″ N, 78° 34′ 7″ W   |
| La Grande-2-A         | Speicher   | 2106             | 6        | 138,5           | 1991–1992        | Réservoir Robert-Bourassa           | La Grande         | Nord-du-Québec          | 53° 46′ 47″ N, 77° 32′ 56″ W |
| La Grande-3           | Speicher   | 2417             | 12       | 79              | 1982–1984        | Réservoir La Grande 3               | La Grande         | Nord-du-Québec          | 53° 43′ 40″ N, 75° 59′ 55″ W |
| La Grande-4           | Speicher   | 2779             | 9        | 116,7           | 1984–1986        | Réservoir La Grande 4               | La Grande         | Nord-du-Québec          | 53° 53′ 11″ N, 73° 27′ 54″ W |
| La Tuque              | Laufwasser | 294              | 6        | 34,5            | 1940–1955        | –                                   | Saint-Maurice     | Mauricie                | 47° 26′ 41″ N, 72° 47′ 57″ W |
| Lac-Robertson         | Speicher   | 21               | 2        | 38,5            | 1995             | Réservoir Robertson                 | Véco              | Côte-Nord               | 50° 59′ 56″ N, 59° 3′ 42″ W  |
| Laforge-1             | Speicher   | 878              | 6        | 57,3            | 1993–1994        | Réservoir Laforge-1                 | Laforge           | Nord-du-Québec          | 54° 10′ 11″ N, 72° 36′ 54″ W |
| Laforge-2             | Speicher   | 319              | 2        | 27,4            | 1996             | Réservoir Laforge 2                 | Laforge           | Nord-du-Québec          | 54° 35′ 31″ N, 71° 16′ 14″ W |
| Les Cèdres            | Laufwasser | 103              | 11       | 9,14            | 1914–1924        | –                                   | Sankt Lorenz      | Montérégie              | 45° 18′ 32″ N, 74° 1′ 38″ W  |
| Magpie-2              | –          | 450              | –        | –               | 2026             | –                                   | Magpie            | Côte-Nord               | –                            |
| Magpie-5              | –          | 385              | –        | –               | 2030             | –                                   | Magpie            | Côte-Nord               | –                            |
| Manic-1               | Laufwasser | 184              | 3        | 36,58           | 1966–1967        | –                                   | Manicouagan       | Côte-Nord               | 49° 11′ 29″ N, 68° 19′ 47″ W |
| Manic-5               | Speicher   | 1596             | 8        | 141,8           | 1970             | Manicouagan-Stausee                 | Manicouagan       | Côte-Nord               | 50° 38′ 23″ N, 68° 43′ 37″ W |
| Manic-5-PA            | Speicher   | 1064             | 4        | 144,5           | 1989             | Manicouagan-Stausee                 | Manicouagan       | Côte-Nord               | 50° 38′ 26″ N, 68° 44′ 13″ W |
| Mercier               | Speicher   | 55               | 5        | 18              | 2007             | Réservoir Baskatong                 | Gatineau          | Outaouais               | 46° 43′ 4″ N, 75° 59′ 0″ W   |
| Mitis-1               | Laufwasser | 6                | 2        | 36,58           | 1922–1929        | –                                   | Mitis             | Bas-Saint-Laurent       | 48° 36′ 13″ N, 68° 8′ 19″ W  |
| Mitis-2               | Laufwasser | 4                | 1        | 22,86           | 1947             | –                                   | Mitis             | Bas-Saint-Laurent       | 48° 37′ 19″ N, 68° 8′ 19″ W  |
| Outardes-2            | Laufwasser | 523              | 3        | 82,3            | 1978             | –                                   | Outardes          | Côte-Nord               | 49° 8′ 57″ N, 68° 24′ 15″ W  |
| Outardes-3            | Laufwasser | 1026             | 4        | 143,57          | 1969             | –                                   | Outardes          | Côte-Nord               | 49° 33′ 33″ N, 68° 43′ 56″ W |
| Outardes-4            | Speicher   | 785              | 4        | 120,55          | 1969             | Réservoir aux Outardes 4            | Outardes          | Côte-Nord               | 49° 42′ 21″ N, 68° 54′ 24″ W |
| Paugan                | Laufwasser | 206              | 8        | 40,54           | 1928             | –                                   | Gatineau          | Outaouais               | 45° 48′ 44″ N, 75° 55′ 34″ W |
| Péribonka             | Speicher   | 405              | 3        | 67,6            | 2007–2008        | –                                   | Péribonka         | Saguenay–Lac-Saint-Jean | 49° 30′ 27″ N, 71° 11′ 1″ W  |
| Petit Mécatina-3      | –          | 320              | –        | –               | 2026             | –                                   | Petit Mécatina    | Côte-Nord               | –                            |
| Petit Mécatina-4      | –          | 880              | –        | –               | 2023             | –                                   | Petit Mécatina    | Côte-Nord               | –                            |
| Première-Chute        | Laufwasser | 131              | 4        | 22,26           | 1968–1975        | –                                   | Ottawa            | Abitibi-Témiscamingue   | 47° 36′ 1″ N, 79° 27′ 9″ W   |
| Rapide-2              | Laufwasser | 67               | 4        | 20,43           | 1954–1964        | –                                   | Ottawa            | Abitibi-Témiscamingue   | 47° 56′ 1″ N, 78° 34′ 34″ W  |
| Rapide-7              | Speicher   | 67               | 4        | 20,73           | 1941–1949        | Lac Decelles                        | Ottawa            | Abitibi-Témiscamingue   | 47° 46′ 6″ N, 78° 18′ 38″ W  |
| Rapide-Blanc          | Speicher   | 204              | 6        | 32,92           | 1934–1955        | Réservoir Blanc                     | Saint-Maurice     | Mauricie                | 47° 47′ 48″ N, 72° 58′ 24″ W |
| Rapides-des-Cœurs     | Laufwasser | 79               | 6        | 22,69           | 2008–2009        | –                                   | Saint-Maurice     | Mauricie                | 47° 47′ 10″ N, 73° 22′ 32″ W |
| Rapides-des-Îles      | Laufwasser | 176              | 4        | 26,22           | 1966–1973        | –                                   | Ottawa            | Abitibi-Témiscamingue   | 47° 34′ 36″ N, 79° 21′ 16″ W |
| Rapides-des-Quinze    | Laufwasser | 103              | 6        | 25,9            | 1923–1955        | –                                   | Ottawa            | Abitibi-Témiscamingue   | 47° 35′ 27″ N, 79° 17′ 39″ W |
| Rapides-Farmer        | Laufwasser | 104              | 5        | 20,12           | 1927             | –                                   | Gatineau          | Outaouais               | 45° 29′ 56″ N, 75° 45′ 48″ W |
| René-Lévesque         | Speicher   | 1244             | 6        | 94,19           | 1975–1976        | Réservoir Manic 3                   | Ottawa            | Côte-Nord               | 49° 44′ 25″ N, 68° 35′ 34″ W |
| Rivière-des-Prairies  | Laufwasser | 54               | 6        | 7,93            | 1929             | –                                   | Prairies          | Laval/Montreal          | 45° 35′ 21″ N, 73° 39′ 25″ W |
| Robert-Bourassa       | Laufwasser | 5616             | 16       | 137,16          | 1979–1981        | Réservoir Robert-Bourassa           | La Grande         | Nord-du-Québec          | 53° 46′ 55″ N, 77° 31′ 57″ W |
| Rocher-de-Grand-Mère  | Laufwasser | 230              | 3        | 24,3            | 2004             | –                                   | Saint-Maurice     | Mauricie                | 46° 36′ 52″ N, 72° 40′ 32″ W |
| Romaine-1             | Speicher   | 290              | 2        | 62,5            | 2016             | Réservoir Romaine-1                 | Romaine           | Côte-Nord               | 50° 23′ 1″ N, 63° 15′ 37″ W  |
| Romaine-2             | Speicher   | 640              | 2        | 156,4           | 2014             | Réservoir Romaine-2                 | Romaine           | Côte-Nord               | 50° 37′ 28″ N, 63° 11′ 34″ W |
| Romaine-3             | Speicher   | 395              | 2        | 118,9           | 2017             | Réservoir Romaine-3                 | Romaine           | Côte-Nord               | 51° 6′ 42″ N, 63° 24′ 14″ W  |
| Romaine-4             | Speicher   | 245              | 2        | 88,9            | 2020             | Réservoir Romaine-4                 | Romaine           | Côte-Nord               | 51° 20′ 56″ N, 63° 29′ 6″ W  |
| Sainte-Marguerite-3   | Speicher   | 882              | 2        | 330             | 2003             | Réservoir de la Sainte-Marguerite-3 | Sainte-Marguerite | Côte-Nord               | 50° 42′ 18″ N, 66° 46′ 47″ W |
| Saint-Narcisse        | Laufwasser | 15               | 2        | 44,81           | 1926             | –                                   | Batiscan          | Mauricie                | 46° 32′ 53″ N, 72° 24′ 38″ W |
| Sarcelle              | Speicher   | 150              | 3        | 16,1            | 2013             | Réservoir Opinaca                   | La Grande         | Côte-Nord               | 52° 40′ 2″ N, 76° 37′ 59″ W  |
| Sept-Chutes           | Laufwasser | 22               | 4        | 124,97          | 1916–1999        | –                                   | Sainte-Anne       | Capitale-Nationale      | 47° 7′ 30″ N, 70° 49′ 5″ W   |
| Shawinigan-2          | Laufwasser | 200              | 8        | 44,2            | 1911–1929        | –                                   | Saint-Maurice     | Mauricie                | 46° 32′ 11″ N, 72° 46′ 2″ W  |
| Shawinigan-3          | Laufwasser | 194              | 3        | 44,2            | 1948             | –                                   | Saint-Maurice     | Mauricie                | 46° 32′ 2″ N, 72° 45′ 56″ W  |
| Toulnustouc           | Speicher   | 526              | 2        | 152             | 2005             | Lac Sainte-Anne                     | Toulnustouc       | Côte-Nord               | 49° 58′ 14″ N, 68° 9′ 33″ W  |
| Trenche               | Laufwasser | 302              | 6        | 48,47           | 1950             | –                                   | Saint-Maurice     | Mauricie                | 47° 45′ 12″ N, 72° 52′ 44″ W |

### Anlagen im Teilbesitz von Hydro-Québec
| Anlage          | Typ        | Leistung (in MW) | Turbinen | Fallhöhe (in m) | Inbetrieb- nahme | Stausee             | Flusssystem | Region    | Koordinaten                  |
| --------------- | ---------- | ---------------- | -------- | --------------- | ---------------- | ------------------- | ----------- | --------- | ---------------------------- |
| Churchill Falls | Speicher   | 5428             | 11       | 312,4           | 1971–1974        | Smallwood Reservoir | Churchill   | Labrador  | 53° 31′ 30″ N, 63° 58′ 40″ W |
| McCormick       | Laufwasser | 351              | 8        | 37,8            | 1952             | –                   | Manicouagan | Côte-Nord | 49° 11′ 35″ N, 68° 19′ 37″ W |

### Anlagen im Besitz von Privatunternehmen und Gemeinden
In Québec gibt es Dutzende von Wasserkraftwerken im Besitz von Privatunternehmen und Gemeinden. Rio Tinto Alcan ist der größte private Stromproduzent Québecs; die sechs Kraftwerke besitzen eine installierte Leistung von 2042 MW. Die 102 privaten Wasserkraftwerke erzeugen zusammen eine Leistung von 3789,1 MW, was etwa einen Zehntel der Produktion von Hydro-Québec entspricht.
| Anlage                                  | Typ        | Leistung (in MW) | Inbetrieb- nahme | Stausee             | Flusssystem                     | Region                        | Besitzer                             |
| --------------------------------------- | ---------- | ---------------- | ---------------- | ------------------- | ------------------------------- | ----------------------------- | ------------------------------------ |
| Abénaquis                               | Laufwasser | 2,4              | 1911             | –                   | Rivière Magog                   | Estrie                        | Stadt Sherbrooke                     |
| Adam-Cunningham                         | Speicher   | 7                | 1953             | Lac Brochet         | Rivière Shipshaw                | Saguenay–Lac-Saint-Jean       | Resolute Forest Products             |
| Arthurville                             | Laufwasser | 0,8              | 1993             | –                   | Rivière du Sud                  | Chaudière-Appalaches          | Algonquin Power Fund                 |
| Ayers-1                                 | Laufwasser | 4,5              | 1929             | –                   | Rivière du Nord                 | Laurentides                   | Ayers limitée                        |
| Ayers-2                                 | Laufwasser | 1,2              | 1994             | –                   | Rivière du Nord                 | Laurentides                   | Ayers limitée                        |
| Baie-Saint-Paul                         | Laufwasser | 0,8              | 1898–1997        | –                   | Bras du Nord-Ouest              | Capitale-Nationale            | Société d’énergie de Baie-Saint-Paul |
| Barrage-Larocque                        | Laufwasser | 10               | 1997             | –                   | Rivière Saint-François          | Estrie                        | Kruger Inc.                          |
| Belding                                 | Laufwasser | 1,5              | 1910             | –                   | Rivière Coaticook               | Estrie                        | Stadt Coaticook                      |
| Belle-Rivière                           | Laufwasser | 1                | 1993             | –                   | La Belle Rivière                | Saguenay–Lac-Saint-Jean       | Société d’énergie Belle Rivière      |
| Bésy                                    | Laufwasser | 18               | 2006             | –                   | Rivière aux Sables              | Saguenay–Lac-Saint-Jean       | Resolute Forest Products             |
| Bird-1                                  | Laufwasser | 2                | 1937–1994        | –                   | Rivière Jacques-Cartier         | Capitale-Nationale            | Boralex                              |
| Bird-2                                  | Laufwasser | 2,8              | 1995             | –                   | Rivière Jacques-Cartier         | Capitale-Nationale            | Boralex                              |
| Buckingham                              | Laufwasser | 11,2             | 1914–1994        | –                   | Rivière du Lièvre               | Outaouais                     | Boralex                              |
| Cascades-Savard                         | Laufwasser | 0,03             | 1988             | –                   | Cascades Savard                 | Côte-Nord                     | Restaurant Relais-Gabriel            |
| Chicoutimi                              | Speicher   | 8,2              | 1923             | Lac Kénogami        | Rivière Chicoutimi              | Saguenay–Lac-Saint-Jean       | Resolute Forest Products             |
| Chute-aux-Galets                        | Speicher   | 13,6             | 1921             | Lac Sébastien       | Rivière Shipshaw                | Saguenay–Lac-Saint-Jean       | Resolute Forest Products             |
| Chute-Blanche                           | Laufwasser | 1,5              | 1998             | –                   | Petite rivière Péribonka        | Saguenay–Lac-Saint-Jean       | Hydro-Morin                          |
| Chute-des-Passes                        | Laufwasser | 833              | 1959             | –                   | Rivière Péribonka               | Saguenay–Lac-Saint-Jean       | Rio Tinto Alcan                      |
| Chute-du-Diable                         | Laufwasser | 224              | 1952             | –                   | Rivière Péribonka               | Saguenay–Lac-Saint-Jean       | Rio Tinto Alcan                      |
| Chute-Garneau                           | Laufwasser | 2,8              | 1925–2011        | –                   | Rivière Chicoutimi              | Saguenay–Lac-Saint-Jean       | Stadt Saguenay                       |
| Chute-à-Caron                           | Laufwasser | 222              | 1931             | –                   | Rivière Saguenay                | Saguenay–Lac-Saint-Jean       | Rio Tinto Alcan                      |
| Chute-à-la-Savane                       | Laufwasser | 245              | 1952             | –                   | Rivière Péribonka               | Saguenay–Lac-Saint-Jean       | Rio Tinto Alcan                      |
| Chute-à-Magnan                          | Laufwasser | 7,7              | 1994             | –                   | Rivière du Loup                 | Mauricie                      | Innergex                             |
| Chutes-de-la-Chaudière                  | Laufwasser | 25               | 1999             | –                   | Rivière Chaudière               | Chaudière-Appalaches          | Innergex                             |
| Chutes-à-Gorry                          | Laufwasser | 10,8             | 1993–1997        | –                   | Rivière Sainte-Anne             | Capitale-Nationale            | Société d’énergie Columbus           |
| Club Bataram                            | Laufwasser | 0,1              | 19??             | –                   | Rivière Noire Sud-Ouest         | Capitale-Nationale            | Pourvoirie Charlevoix                |
| Club des Alcaniens                      | Laufwasser | 0,02             | 1981             | –                   | Ruisseau Vassale                | Mauricie                      | Club des Alcaniens Shawinigan        |
| Côte-Sainte-Catherine-1                 | Laufwasser | 2                | 1989             | –                   | Sankt-Lorenz-Strom              | Montérégie                    | Algonquin Power Fund                 |
| Côte-Sainte-Catherine-2                 | Laufwasser | 4,8              | 1993             | –                   | Sankt-Lorenz-Strom              | Montérégie                    | Algonquin Power Fund                 |
| Côte-Sainte-Catherine-3                 | Laufwasser | 4,5              | 1995             | –                   | Sankt-Lorenz-Strom              | Montérégie                    | Algonquin Power Fund                 |
| Daniel-Larocque                         | Laufwasser | 2,4              | 1912–1987        | –                   | Rivière du Lièvre               | Laurentides                   | Algonquin Power Fund                 |
| Donnacona                               | Laufwasser | 4,5              | 1913–1997        | –                   | Rivière Jacques-Cartier         | Capitale-Nationale            | Algonquin Power Fund                 |
| Drummond                                | Laufwasser | 0,9              | 1965             | –                   | Rivière Magog                   | Estrie                        | Stadt Sherbrooke                     |
| Dufferin                                | Laufwasser | 37,3             | 1958             | –                   | Rivière du Lièvre               | Outaouais                     | Énergie Brookfield                   |
| East Angus                              | Laufwasser | 2,1              | 1993             | –                   | Rivière Saint-François          | Estrie                        | Boralex                              |
| Eustis                                  | Laufwasser | 0,7              | 1903             | –                   | Rivière Coaticook               | Estrie                        | Stadt Sherbrooke                     |
| Franquelin                              | Laufwasser | 8,8              | 2010             | –                   | Rivière Franquelin              | Côte-Nord                     | Société d’énergie rivière Franquelin |
| Fraser                                  | Laufwasser | 2,3              | 1992             | –                   | Rivière du Loup                 | Bas-Saint-Laurent             | Hydro-Fraser                         |
| Frontenac                               | Laufwasser | 2,2              | 1888             | –                   | Rivière Magog                   | Estrie                        | Stadt Sherbrooke                     |
| Glenford (Chute-Ford)                   | Laufwasser | 4,2              | 1930–1995        | –                   | Rivière Sainte-Anne             | Capitale-Nationale            | Algonquin Power Fund                 |
| High Falls                              | Laufwasser | 91,4             | 1929             | –                   | Rivière du Lièvre               | Outaouais                     | Énergie Brookfield                   |
| Hull                                    | Laufwasser | 12               | 1913             | –                   | Ottawa                          | Outaouais                     | Domtar                               |
| Huntingville                            | Laufwasser | 0,3              | 1996             | –                   | Rivière aux Saumons             | Estrie                        | Boralex                              |
| Isle-Maligne                            | Speicher   | 448              | 1926             | Lac Saint-Jean      | La Grande Décharge              | Saguenay–Lac-Saint-Jean       | Rio Tinto Alcan                      |
| Jean-Guérin                             | Laufwasser | 5,87             | 1998             | –                   | Rivière Etchemin                | Chaudière-Appalaches          | Société d’énergie Columbus           |
| Jim-Gray                                | Speicher   | 63               | 1953             | Lac La Mothe        | Rivière Shipshaw                | Saguenay–Lac-Saint-Jean       | Resolute Forest Products             |
| Joey-Tanenbaum                          | Laufwasser | 17               | 1994             | –                   | Rivière Coulonge                | Outaouais                     | Hydro-Pontiac                        |
| Jonquière                               | Laufwasser | 4,85             | 1998             | –                   | Rivière aux Sables              | Saguenay–Lac-Saint-Jean       | Resolute Forest Products             |
| Jonquière-N⁰-1                          | Laufwasser | 4,5              | 1996             | –                   | Rivière aux Sables              | Saguenay–Lac-Saint-Jean       | Stadt Saguenay                       |
| L’Anse-Saint-Jean                       | Laufwasser | 0,45             | 1995             | –                   | Rivière Saint-Jean              | Saguenay–Lac-Saint-Jean       | Hydro-Morin                          |
| La Grande-Dame                          | Laufwasser | 1,8              | 1912             | –                   | Rivière Magog                   | Estrie                        | Städte Magog und Sherbrooke          |
| La Pulpe                                | Laufwasser | 3,7              | 1997             | –                   | Rivière Rimouski                | Bas-Saint-Laurent             | Boralex                              |
| La Sarre-1                              | Laufwasser | 1                | 1994             | –                   | Rivière La Sarre                | Abitibi-Témiscamingue         | Hydro-Abitibi                        |
| La Sarre-2                              | Laufwasser | 0,8              | 1995             | –                   | Rivière La Sarre                | Abitibi-Témiscamingue         | Hydro-Abitibi                        |
| Lebreux                                 | Laufwasser | 1                | 1995             | –                   | Rivière Hall                    | Gaspésie–Îles-de-la-Madeleine | Hydro Canomore                       |
| Low                                     | Laufwasser | 0,4              | 1994             | –                   | Ruisseau Stag                   | Outaouais                     | Hydro-Low                            |
| Magpie                                  | Laufwasser | 40,6             | 2007             | –                   | Rivière Magpie                  | Côte-Nord                     | Magpie SOCOM                         |
| Maquatua                                | Laufwasser | 1,1              | 1985             | –                   | Rivière Maquatua                | Nord-du-Québec                | Corporation Sakami Eeyou             |
| Marches-Naturelles                      | Laufwasser | 4,5              | 1908–1995        | –                   | Rivière Montmorency             | Capitale-Nationale            | Boralex                              |
| Masson                                  | Laufwasser | 119,36           | 1933             | –                   | Rivière du Lièvre               | Outaouais                     | Énergie Brookfield                   |
| McDougall                               | Laufwasser | 8,5              | 1925             | –                   | Rivière Jacques-Cartier         | Capitale-Nationale            | Boralex                              |
| Memphrémagog                            | Speicher   | 2                | 1911             | Lac Memphrémagog    | Rivière Magog                   | Estrie                        | Stadt Magog                          |
| Minashtuk                               | Laufwasser | 12               | 2000             | –                   | Rivière Mistassibi              | Saguenay–Lac-Saint-Jean       | Minashtuk                            |
| Montmagny                               | Laufwasser | 2,1              | 1999             | –                   | Rivière du Sud                  | Chaudière-Appalaches          | Innergex                             |
| Moulin Melbourne                        | Laufwasser | 0,075            | 2003             | –                   | Rivière au Saumon               | Estrie                        | 9067-8780 Québec                     |
| Moulin-aux-Abénaquis                    | Laufwasser | 0,177            | 1997             | –                   | Rivière des Abénaquis           | Chaudière-Appalaches          | 9070-3075 Québec                     |
| Murdock-Wilson                          | Laufwasser | 52               | 1957             | –                   | Rivière Shipshaw                | Saguenay–Lac-Saint-Jean       | Resolute Forest Products             |
| Onatchiway                              | Speicher   | 0,18             | 1925             | Lac Onatchiway      | Rivière Shipshaw                | Saguenay–Lac-Saint-Jean       | Resolute Forest Products             |
| Paton                                   | Laufwasser | 1,7              | 1927             | –                   | Rivière Magog                   | Estrie                        | Stadt Sherbrooke                     |
| Pentecôte                               | Laufwasser | 2                | 1999             | –                   | Rivière Riverin                 | Côte-Nord                     | Algonquin Power Fund                 |
| Petite High Falls                       | Laufwasser | 0,5              | 1999             | –                   | Rivière Blanche                 | Outaouais                     | Hydro Norbyco                        |
| Petites-Bergeronnes                     | Laufwasser | 4,2              | 1994             | –                   | Rivière des Petites Bergeronnes | Côte-Nord                     | Société d’énergie Columbus           |
| Pont-Arnaud                             | Laufwasser | 5,625            | 1913–2011        | –                   | Rivière Chicoutimi              | Saguenay–Lac-Saint-Jean       | Stadt Saguenay                       |
| Portneuf-1                              | Laufwasser | 7,5              | 1996             | –                   | Rivière Portneuf                | Côte-Nord                     | Innergex                             |
| Portneuf-2                              | Laufwasser | 11,75            | 1996             | –                   | Rivière Portneuf                | Côte-Nord                     | Innergex                             |
| Portneuf-3                              | Laufwasser | 7,5              | 1996             | –                   | Rivière Portneuf                | Côte-Nord                     | Innergex                             |
| Pourvoirie Domaine Touristique La Tuque | Laufwasser | 0,1              | 2000             | –                   | Ruisseau Bourque                | Mauricie                      | Pourvoirie Domaine La Tuque          |
| Rapide-des-Cèdres                       | Laufwasser | 8,5              | 2005             | –                   | Rivière du Lièvre               | Outaouais                     | Énergie Brookfield                   |
| Rawdon                                  | Laufwasser | 2,4              | 1994             | –                   | Rivière Ouareau                 | Lanaudière                    | Algonquin Power Fund                 |
| Rivière-du-Loup                         | Laufwasser | 2,1              | 1885–1995        | –                   | Rivière du Loup                 | Bas-Saint-Laurent             | Algonquin Power Fund                 |
| Rock Forest                             | Laufwasser | 1,92             | 1911             | –                   | Rivière Magog                   | Estrie                        | Stadt Sherbrooke                     |
| RSP-1                                   | Laufwasser | 1                | 1954–1993        | –                   | Rivière du Sault aux Cochons    | Côte-Nord                     | Boralex                              |
| RSP-2                                   | Laufwasser | 6                | 1995             | –                   | Rivière du Sault aux Cochons    | Côte-Nord                     | Boralex                              |
| RSP-3                                   | Laufwasser | 5,5              | 1995             | –                   | Rivière du Sault aux Cochons    | Côte-Nord                     | Boralex                              |
| Sainte-Brigitte-des-Saults              | Laufwasser | 4,5              | 1994             | –                   | Rivière Nicolet Sud-Ouest       | Centre-du-Québec              | Algonquin Power Fund                 |
| Sainte-Marguerite-1                     | Laufwasser | 8                | 1993             | Lac Picard          | Rivière Sainte-Marguerite       | Côte-Nord                     | Hydrowatt SM-1                       |
| Sainte-Marguerite-1A                    | Laufwasser | 8                | 1993             | Lac Picard          | Rivière Sainte-Marguerite       | Côte-Nord                     | Fiducie Sainte-Marguerite            |
| Sainte-Marguerite-2                     | Laufwasser | 19,3             | 1954             | Lac Picard          | Rivière Sainte-Marguerite       | Côte-Nord                     | Compagnie minière IOC                |
| Saint-Alban                             | Laufwasser | 8,2              | 1902–1996        | –                   | Rivière Sainte-Anne             | Capitale-Nationale            | Algonquin Power Fund                 |
| Saint-Jérôme                            | Laufwasser | 1,5              | 1888–1997        | –                   | Rivière du Nord                 | Laurentides                   | Mini-Centrales de l’Est              |
| Saint-Jovite                            | Laufwasser | 0,3              | 1985             | –                   | Ruisseau Noir                   | Laurentides                   | Apostel der unendlichen Liebe        |
| Saint-Paul                              | Laufwasser | 0,9              | 1986             | –                   | Rivière Coaticook               | Estrie                        | Stadt Coaticook                      |
| Saint-Raphaël                           | Laufwasser | 3,47             | 1994             | –                   | Rivière du Sud                  | Chaudière-Appalaches          | Algonquin Power Fund                 |
| Shipshaw                                | Laufwasser | 947              | 1943             | –                   | Rivière Saguenay                | Saguenay–Lac-Saint-Jean       | Rio Tinto Alcan                      |
| S.P.C.                                  | Speicher   | 38               | 1957             | –                   | Rivière Chicoutimi              | Saguenay–Lac-Saint-Jean       | Elkem Métal Canada                   |
| T.-D.-Bouchard                          | Laufwasser | 2,6              | 1995             | –                   | Rivière Yamaska                 | Montérégie                    | Algonquin Power Fund                 |
| Thibaudeau-Ricard                       | Laufwasser | 4,9              | 1997             | –                   | Rivière Shawinigan              | Mauricie                      | Thibaudeau-Ricard                    |
| W.-R.-Beatty                            | Laufwasser | 11,6             | 1917–1995        | –                   | Rivière Noire                   | Outaouais                     | Hydro-Pontiac                        |
| Weedon                                  | Speicher   | 3,8              | 1925             | Réservoir Weedon    | Rivière Saint-François          | Estrie                        | Stadt Sherbrooke                     |
| Westbury                                | Laufwasser | 4                | 1929             | –                   | Rivière Saint-François          | Estrie                        | Stadt Sherbrooke                     |
| Windsor                                 | Speicher   | 6,5              | 1996             | Réservoir Mont-Joie | Rivière Saint-François          | Estrie                        | Innergex                             |
| Winneway (Belleterre)                   | Laufwasser | 2,7              | 1938–1993        | –                   | Rivière Winneway                | Abitibi-Témiscamingue         | Algonquin Power Fund                 |
| W.-R.-Beatty                            | Laufwasser | 11,6             | 1917–1995        | –                   | Rivière Noire                   | Outaouais                     | Hydro-Pontiac                        |

## Sonstige erneuerbare Energien

### Windkraftanlagen
| Anlage                                     | Leistung in MW | Turbinen | Inbetriebnahme | Besitzer                 | Ort                                      | Region                        |
| ------------------------------------------ | -------------- | -------- | -------------- | ------------------------ | ---------------------------------------- | ----------------------------- |
| Baie-des-Sables                            | 109,5          | 73       | 2006           | Cartier Énergie Éolienne | Baie-des-Sables                          | Bas-Saint-Laurent             |
| Carleton                                   | 109,5          | 73       | 2008           | Cartier Énergie Éolienne | Carleton-sur-Mer                         | Gaspésie–Îles-de-la-Madeleine |
| Jardin d’Éole                              | 127,5          | 85       | 2008           | Northland Power          | Saint-Ulric                              | Gaspésie–Îles-de-la-Madeleine |
| Gros-Morne I                               | 100,5          | 67       | 2008           | Cartier Énergie Éolienne | Sainte-Madeleine-de-la-Rivière-Madeleine | Gaspésie–Îles-de-la-Madeleine |
| L’Anse-à-Valleau                           | 100,5          | 67       | 2007           | Cartier Énergie Éolienne | L’Anse-à-Valleau                         | Gaspésie–Îles-de-la-Madeleine |
| Le Nordais (Cap-Chat)                      | 57             | 76       | 1998           | TransAlta                | Cap-Chat                                 | Gaspésie–Îles-de-la-Madeleine |
| Le Nordais (Matane)                        | 42,75          | 57       | 1999           | TransAlta                | Matane                                   | Gaspésie–Îles-de-la-Madeleine |
| Montagne-Sèche                             | 58,5           | 39       | 2008           | Cartier Énergie Éolienne | Cloridorme                               | Gaspésie–Îles-de-la-Madeleine |
| Mont Copper                                | 54             | 30       | 2004           | FPL Energy, 3Ci          | Murdochville                             | Gaspésie–Îles-de-la-Madeleine |
| Mont-Louis                                 | 100,5          | 67       | 2011           | Northland Power          | Saint-Maxime-du-Mont-Louis               | Gaspésie–Îles-de-la-Madeleine |
| Mont Miller                                | 54             | 30       | 2005           | FPL Energy               | Murdochville                             | Gaspésie–Îles-de-la-Madeleine |
| Saint-Ulric                                | 2,25           | 3        | 1998           | Hydro-Québec Production  | Saint-Ulric                              | Bas-Saint-Laurent             |
| Site nordique expérimental en éolien CORUS | 4,1            | 2        | 2010           | TechnoCentre éolien      | Rivière-au-Renard                        | Gaspésie–Îles-de-la-Madeleine |

### Biomasse
| Anlage                  | Leistung (in MW) | Besitzer            | Ort        | Region                |
| ----------------------- | ---------------- | ------------------- | ---------- | --------------------- |
| Brompton Biomass Cogen. | 23               | Kruger Energy       | Sherbrooke | Estrie                |
| Chapais Énergie         | 27               | Chapais Énergie SEC | Chapais    | Nord-du-Québec        |
| Senneterre              | 34,6             | Boralex             | Senneterre | Abitibi-Témiscamingue |

## Nuklearenergie
| Anlage                 | Leistung (in MW) | Inbetriebnahme | Besitzer     | Typ           | Region           | Koordinaten                  |
| ---------------------- | ---------------- | -------------- | ------------ | ------------- | ---------------- | ---------------------------- |
| Kernkraftwerk Gentilly | 635              | 1983           | Hydro-Québec | CANDU-Reaktor | Centre-du-Québec | 46° 23′ 43″ N, 72° 21′ 22″ W |

## Fossile Energieträger
| Anlage     | Leistung (in MW) | Inbetriebnahme | Turbinen | Besitzer     | Typ                    | Region                | Koordinaten                  |
| ---------- | ---------------- | -------------- | -------- | ------------ | ---------------------- | --------------------- | ---------------------------- |
| Bécancour  | 411              | 1992–1993      | 4        | Hydro-Québec | Gasturbinenkraftwerk   | Centre-du-Québec      | 46° 23′ 31″ N, 72° 21′ 7″ W  |
| Cadillac   | 162              | 1976–1977      | 3        | Hydro-Québec | Gasturbinenkraftwerk   | Abitibi-Témiscamingue | 48° 12′ 51″ N, 78° 17′ 59″ W |
| La Citière | 309              | 1979–1980      | 4        | Hydro-Québec | Gasturbinenkraftwerk   | Montérégie            | 45° 24′ 55″ N, 73° 26′ 14″ W |
| Tracy      | 495              | 1964–1968      | 4        | Hydro-Québec | Schweröl-Heizkraftwerk | Montérégie            | 45° 59′ 47″ N, 73° 10′ 20″ W |

## Autonome Netze
Die folgenden Gebiete in Québec sind nicht mit dem restlichen nordamerikanischen Stromnetz verbunden und verfügen über eine autonome Stromversorgung. Sämtliche dieser Anlagen werden von Hydro-Québec Distribution betrieben.
| Ort              | Leistung (in MW) | Inbetriebnahme | Typ                    | Region                  |
| ---------------- | ---------------- | -------------- | ---------------------- | ----------------------- |
| Cap-aux-Meules   | 66               |                | Schweröl-Heizkraftwerk | Magdalenen-Inseln       |
| Akulivik         | 0,9              |                | Diesel-Heizkraftwerk   | Nunavik                 |
| Aupaluk          | 0,9              |                | Diesel-Heizkraftwerk   | Nunavik                 |
| Blanc-Sablon     | 4,9              |                | Diesel-Heizkraftwerk   | Côte-Nord               |
| Clova            | 0,5              |                | Diesel-Heizkraftwerk   | Mauricie                |
| Île d’Entrée     | 1,2              |                | Diesel-Heizkraftwerk   | Magdalenen-Inseln       |
| Inukjuaq         | 3,0              |                | Diesel-Heizkraftwerk   | Nunavik                 |
| Ivujivik         | 1,0              |                | Diesel-Heizkraftwerk   | Nunavik                 |
| Kangiqsualujjuaq | 2,0              |                | Diesel-Heizkraftwerk   | Nunavik                 |
| Kangiqsujuaq     | 1,5              |                | Diesel-Heizkraftwerk   | Nunavik                 |
| Kangirsuk        | 1,4              |                | Diesel-Heizkraftwerk   | Nunavik                 |
| Kuujjuaq         | 6,6              | 2010           | Diesel-Heizkraftwerk   | Nunavik                 |
| Kuujjuarapik     | 3,4              |                | Diesel-Heizkraftwerk   | Nunavik                 |
| La Romaine       | 5,8              |                | Diesel-Heizkraftwerk   | Côte-Nord               |
| La Tabatière     | 6,8              |                | Diesel-Heizkraftwerk   | Côte-Nord               |
| Lac-Robertson    | 21,6             | 1995           | Wasserkraftwerk        | Côte-Nord               |
| Obedjiwan        | 6,9              |                | Diesel-Heizkraftwerk   | Mauricie                |
| Port-Menier      | 2,8              |                | Diesel-Heizkraftwerk   | Anticosti               |
| Puvirnituq       | 2,9              |                | Diesel-Heizkraftwerk   | Nunavik                 |
| Quaqtaq          | 1,1              |                | Diesel-Heizkraftwerk   | Nunavik                 |
| Salluit          | 3                |                | Diesel-Heizkraftwerk   | Nunavik                 |
| Schefferville    | 6,8              |                | Diesel-Heizkraftwerk   | Côte-Nord               |
| Saint-Augustin   | 0,4              |                | Diesel-Heizkraftwerk   | Saguenay–Lac-Saint-Jean |
| Tasiujaq         | 0,9              |                | Diesel-Heizkraftwerk   | Nunavik                 |
| Umiujaq          | 1,1              |                | Diesel-Heizkraftwerk   | Nunavik                 |
| Wemotaci         | 2,2              |                | Diesel-Heizkraftwerk   | Nunavik                 |